# Первая дуэль
Первая дуэль (фр. Une affaire d'honneur) — французский фильм 2023 года в жанре исторической драмы. Режиссёр — Венсан Перес. События фильма проходят в 1880-е годы в Третьей французской республике. Учитель фехтования (мастер клинка) Клеман Ласар помогает феминистке Мари-Роз Асти де Вальсэр подготовиться к дуэли для защиты своей и её чести. Фильм впервые был показан на международном кинофестивале в Карловых Варах, где получил приз зрительских симпатий.

## Описание сюжета
Действие происходит в Третьей французской республике в 1880-е годы. Молодая энергичная женщина Мари-Роз Асти де Вальсэр безуспешно добивается равноправия для женщин. Газеты подвергают её травле за инициативу по отмене закона, запрещающего женщинам носить брюки. Женская одежда того времени неудобна: корсет вызывает удушье и обмороки, юбки намокают от дождя и снега, зимой холодно. Асти вызывает на дуэль редактора газеты Фердинанда Массу, владельца фехтовального зала, где тренирует прославленный фехтовальщик Клеман Лаказ, удостоившийся почётнейшего звания - «Мастер клинка» (фр. maître d'armes) но тот поднимает её на смех.
В Париж приезжает выдающийся испанский фехтовальщик Густав де Борда и вызывает Лаказа на соревнование, публика заполняет весь зал. Лаказу удаётся невероятным финтом поразить де Борду, тот получает ранение от сломавшейся рапиры. Студент Адриан Беранже вступает в ссору с полковником, героем войны Луи Бершером и даёт ему пощёчину, полковник присылает своих секундантов. Адриан – племянник  Клемана Лаказа. Тот интенсивно готовит юношу к предстоящей дуэли на шпагах. Бершер отказывается принять извинения, стороны решают драться до первой крови. На дуэли многоопытный полковник раз за разом сбивает с ног юношу и бьёт его клинком наотмашь. Дуэль заканчивается трагически, уже в начале второй схватки полковник наносит смертельный удар. Бершер заявляет, что юноша сам налетел на шпагу. Секунданты еле отрывают рассвирепевшего Лаказа от полковника тот замечает: «Я списываю ваше нападение на вашу истерию».
Лаказ вызывает полковника на дуэль, полковник выбирает пистолеты, где имеет преимущество. Пуля Бершера ранит Лаказа. Однако второй выстрел полковника проходит мимо. Мастер клинка хладнокровно выдерживает время, данное ему на ответный выстрел, и скашивает полковника, пуля пропахивает тому щёку и ухо. Поверженный полковник угрожает Лаказу, что тот уже покойник, на что Лаказ замечает «Я списываю ваше нападение на вашу истерию». Масса выгоняет Лаказа из своего зала и вызывает его на дуэль. Поскольку по кодексу чести мастер клинка не может участвовать в дуэли на шпагах, Лаказ выбирает фехтовальщика, готового защищать его честь – Асти де Вальсэр. В её клубе Лаказ застаёт де Борду, в ожидании выздоровления, обучающего женщин фехтованию.
На дуэли Асти получает рану в плечо, но ответным уколом в ногу выводит Массу из строя. Асти и Лаказ становятся любовниками, Лаказ делится своими тяжёлыми воспоминаниями о войне. Секундант Бершера приносит вызов. Собравшийся офицерский суд чести решает, что Лаказ как мастер клинка не обязан отвечать на вызов, но тот принимает вызов с условием, что проигравший лишится звания, Бершер – звания дворянина, а Лаказ – звания мастер клинка. Полковник выбирает поединок верхом на саблях, где он, как бывалый кирасир, получит значительное преимущество. Поскольку саблей можно только рубить, дуэль скорее всего закончится гибелью или тяжёлым увечьем одного из участников.
Асти, переодевшись мужчиной, приходит в манеж, узнавший её Масса представляет женщину на входе как «месье Асти де Вальсэра». На второй схватке полковник наносит удар по шее лошади противника, конь Лаказа падает, придавив ногу своему ездоку. Бершер спешивается, отгоняет свою лошадь и собирается добить обездвиженного противника, но тот успевает выдернуть ногу из-под упавшей лошади. Мастер клинка демонстрирует своё превосходство и на саблях, раз за разом сбивая с ног полковника, но тот упрямо лезет в бой. Ему удаётся сбить Лаказа с ног, полковник наносит добивающий удар, но Лаказ уворачивается, накатывается телом на саблю полковника и наносит ему рану. Лаказ отказывается добивать поверженного противника и уходит, собравшиеся офицеры отдают ему честь.

## В ролях
- Рошди Зем — Клеман Лаказ
- Дория Тилье — Мари-Роз Асти де Вальсэр
- Гийом Гальен — Адольф Тавернье
- Дамьен Боннар — Фердинанд Масса
- Венсан Перес — полковник Луи Бершер
- Noham Edje — Адриан Беранже
- Eva Danino — Маргерит

## Создание фильма
Венсан Перес и его многолетний кинодублёр, мастер-фехтовальщик и каскадёр Мишель Карлье давно мечтали снять фильм, посвящённый истории дуэлей во Франции и показать в нём поединки во всём их многообразии: на шпагах, саблях, верхом и на пистолетах а также осветить на высоком уровне историческую эпоху (1873-1896) когда во время экономического упадка Долгой депрессии, золотого века прессы и «газетной цивилизации» (зародившейся после новостного освещения тройного убийства совершённым Анри Празини на улице Монтень в марте 1887 года) дуэли до их окончательной отмены переживали период безумного возрождения и стали в определённой среде буквально повседневным делом. Жан Дюжарден, сыгравший сцену дуэли в фильме Романа Полански «Я обвиняю» (2019) вместе с Мишелем Карлье и Винсентом Пересом, в ходе разговора в кулуарах съемок призвал Переса заняться этим проектом.    